# Henri de Brouckère
Henri Ghislain Joseph Marie Hyacinthe de Brouckère (Brugge, 25 januari 1801 - Brussel, 25 januari 1891) was een Belgisch liberaal politicus. Hij was onder meer eerste minister, volksvertegenwoordiger en lid van het Belgisch Nationaal Congres.

## Levensloop
De familie 'De Brouckere' (oorspronkelijk geschreven zonder accent) stamde uit Torhout, waar verschillende generaties juridische en administratieve functies uitoefenden. De Brouckère was de zoon van Charles de Brouckère (senior), die als eerste de Torhoutse regio verliet om zich in Brugge te vestigen als advocaat en nadien hoge functies bekleedde in de tijd van de Franse overheersing en van het Verenigd Koninkrijk der Nederlanden. Henri was ook de broer van Charles de Brouckère (junior) die zijn carrière bekroonde als burgemeester van Brussel.
Charles de Brouckère senior, die onder het ancien régime tot de notabelen van het Brugse maar niet tot de adel behoorde, verkreeg in 1816 voor hem en zijn nazaten adelserkenning en opname in de ridderschap van de Nederlandse provincie West-Vlaanderen.
Henri de Brouckère trouwde pas in 1840 met Eugénie de Waha (1812-1892), dochter van Henri de Waha, ontvanger van de zegelrechten en van Louise de Burbure de Wezembeek. Het gezin bleef kinderloos.
De Brouckère volbracht zijn middelbare studies in het Lyceum van Brussel en ging vervolgens studeren aan de universiteit van Luik, waar hij in 1820 promoveerde tot doctor in de rechten. In 1822 werd hij substituut van de procureur des Konings benoemd in Maastricht en in 1824 procureur des Konings in Roermond. Telkens werd hem vrijstelling van de minimumleeftijd toegekend. Tijdens de revolutiedagen van oktober 1830 werd hij door het Voorlopig Bewind aangesteld als arrondissementscommissaris voor Roermond.

## Nationaal Congres

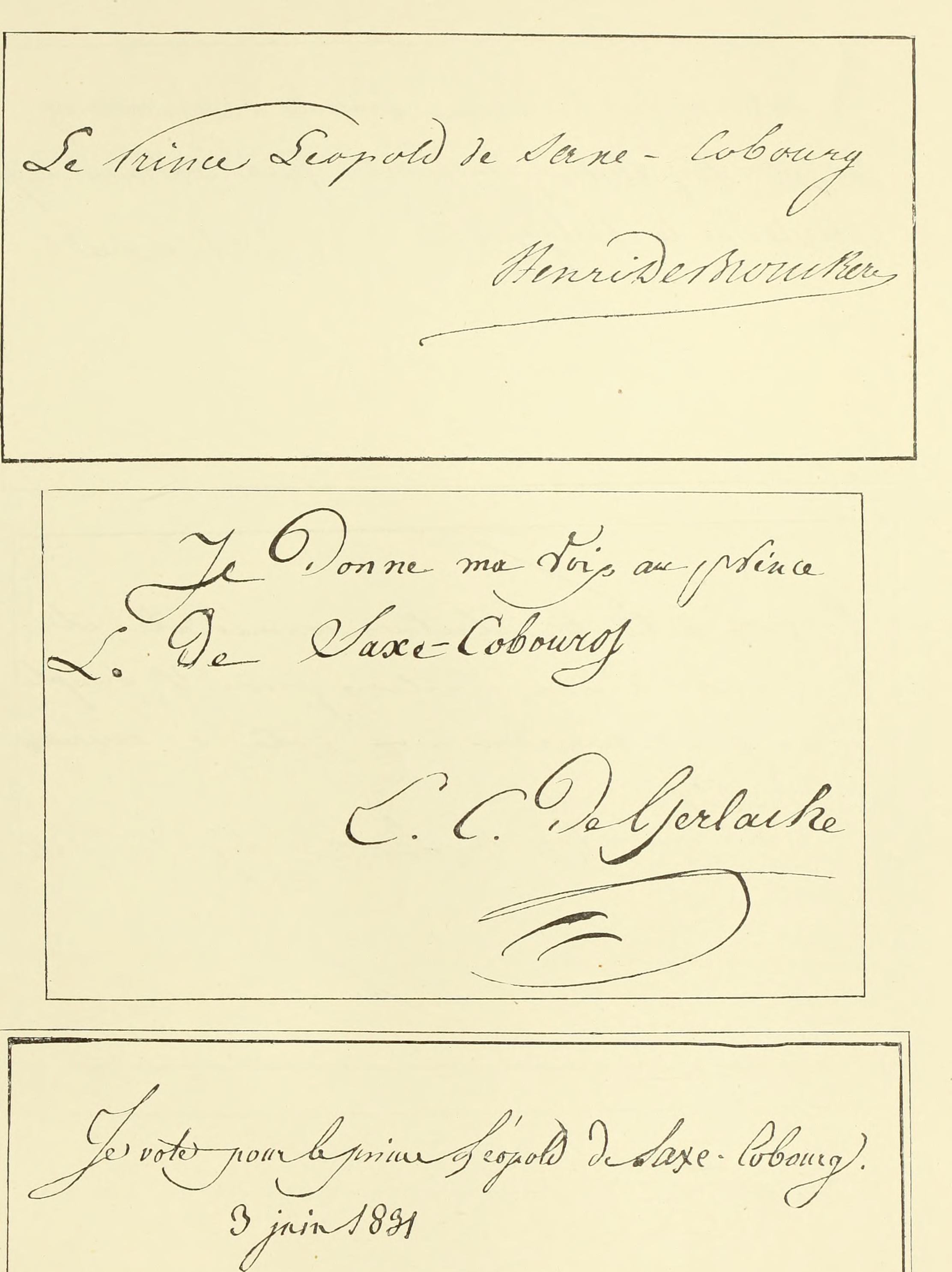
Henri de Brouckère (bovenaan) en Etienne Constantin de Gerlache stemden voor Leopold van Saksen Coburg als koning (Bruxelles à travers les âges.

Pas 29 werd De Brouckère door de kiezers van het arrondissement Roermond naar het Nationaal Congres afgevaardigd. Hij werd er niet alleen secretaris, wat hem heel wat administratief werk bezorgde, maar hij behoorde ook, met zijn 63 tussenkomsten in openbare zitting, bij de meest actieve leden tijdens de openbare zittingen. Hij deed bij herhaling zeer uitgebreide uiteenzettingen, vooral als het ging over het afstand doen van grondgebied.
Zijn stemgedrag bij de grote keuzen was niet afwijkend van de meerderheid. Hij stemde voor de onafhankelijkheidsverklaring en voor de eeuwigdurende uitsluiting van de Nassaus. Bij de eerste zoektocht naar een staatshoofd stemde hij voor de hertog van Nemours. Vervolgens stemde hij voor Surlet de Chokier als regent en ten slotte voor Leopold van Saksen Coburg als koning. Hij behoorde tot de delegatie die in Londen de prins ging polsen over de aanvaarding van de troon. Waar hij zich wel in onderscheidde was dat hij tegen de goedkeuring van het Verdrag der XVIII Artikelen stemde. Aangezien de uitvoering van dit verdrag als gevolg had dat het arrondissement Roermond naar Nederland moest terugkeren, was zijn houding niet meer dan normaal. Het viel bij verschillende discussies op dat hij een tegengestelde houding aannam aan die van zijn broer Charles.
Ondanks zijn activiteiten in het Congres, werd De Brouckère op 4 januari 1831 ook nog tot raadsheer benoemd bij het hof van beroep in Brussel.

## Belgisch koninkrijk
In oktober 1831 werd De Brouckère door het arrondissement Roermond verkozen in het eerste Belgische parlement. Vanaf 1833 tot 1849 was hij volksvertegenwoordiger voor Brussel en nam toen ontslag vanwege zijn intrede in de diplomatie. Hij was opnieuw volksvertegenwoordiger van 1856 tot 1870, ditmaal voor Bergen.
Vanaf zijn eerste intrede in het parlement behoorde de Brouckère vaak tot de oppositie. De voornaamste reden was te vinden in de onzekere toestand van het gebied dat hij vertegenwoordigde en dat door de stemming in het Nationaal Congres virtueel al was opgeheven als deel van het nieuwe koninkrijk. Ook vanuit zijn liberale overtuigingen was hij het vaak oneens met unionistische of katholieke regeringen. In 1838 stemde hij uiteraard tegen het Verdrag der XXIV artikelen, waar hij zich tot het laatst hardnekkig tegen verzette.
In 1840 verliet De Brouckère de magistratuur en werd gouverneur van de provincie Antwerpen. In 1844 werd hij gouverneur van de provincie Luik. Toen in 1846 de katholieke regering-De Theux de Meylandt II aantrad, wendde hij gezondheidsproblemen voor om ontslag te nemen, vermoedende dat hij weldra zou vervangen worden. Hij bleef alleen nog volksvertegenwoordiger.
In oktober 1849 werd hij door eerste minister Charles Rogier bedacht met de titel van minister van Staat en tevens benoemd tot gevolmachtigd minister bij de Heilige Stoel en bij de andere Italiaanse hoven. Hij had de opdracht enkele 'liberale' eisen te doen aanvaarden, maar ook al werd hij met veel vriendschapsbetuigingen onthaald, hij slaagde er niet in. In 1852 gaf hij zijn ontslag.
De politieke evoluties maakten dat de liberale regering-Rogier II viel. Er werd daarop beroep gedaan op Henri de Brouckère, die een kabinet vormde met liberalen en technici en dat van 31 oktober 1852 tot 2 maart 1855 het land leidde. De Brouckère zelf hield voor zich de portefeuille Buitenlandse Zaken. De wankele meerderheid van de liberalen verplichtte hem er toe met voorzichtigheid en gematigdheid te besturen. Modération, Prudence, Conciliation was zijn motto. Vooral in de relaties met het Frankrijk van Napoleon III diende hij omzichtig te werk te gaan.
De volgende veertien jaar bleef De Brouckère een actief parlementslid en een grijze eminentie van de liberale partij, steeds voorstander van een gematigde politieke lijn.

## Andere activiteiten

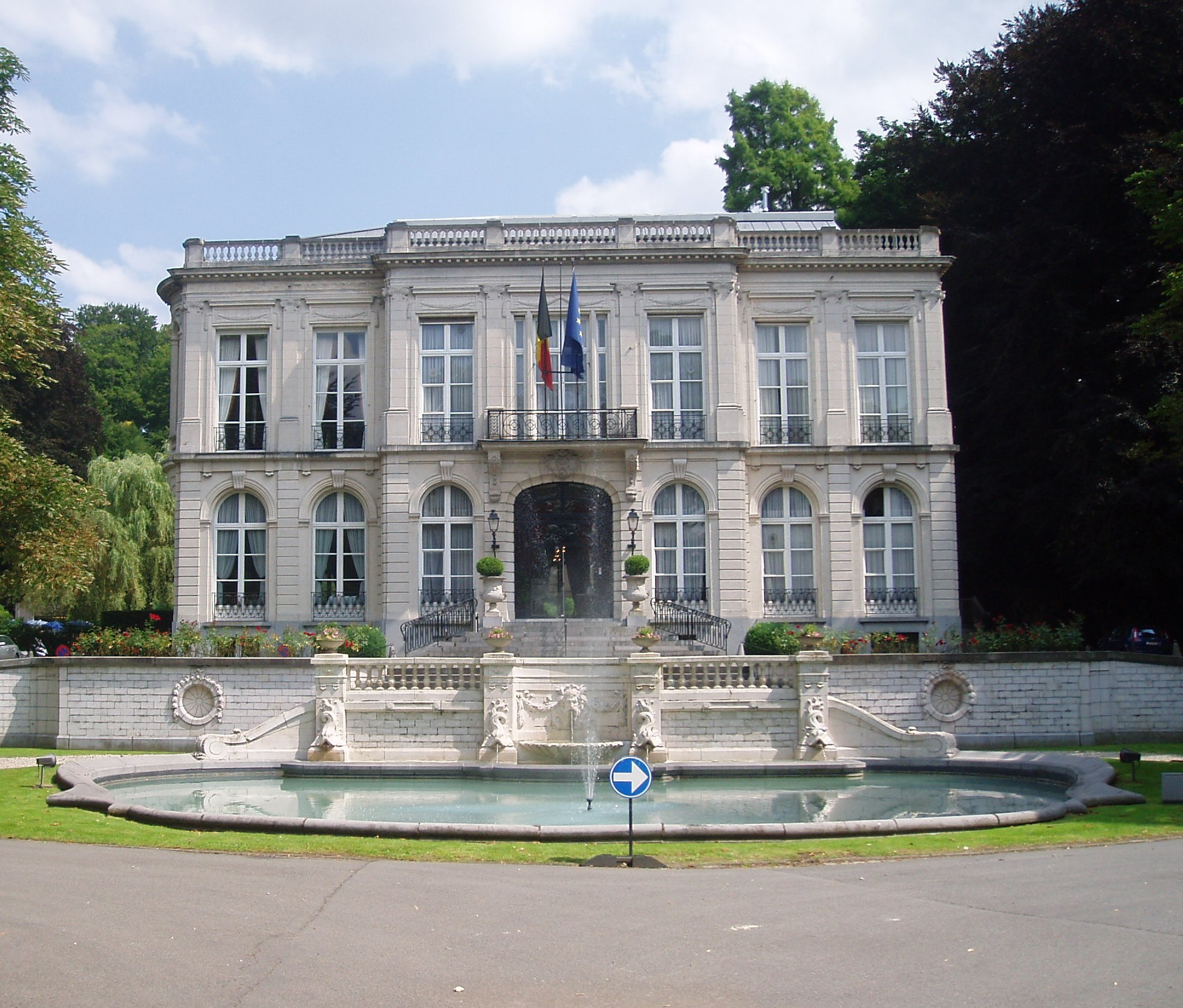
Sint-Annakasteel in Oudergem

Hij behoorde ook tot de stichters van de Vrije Universiteit Brussel en bleef er aan verbonden als hoogleraar. Hij is vaak vermeld geworden als vrijmetselaar, hoewel hiervan geen aantoonbare bewijzen zijn.
In 1863 werd hij de eerste burgemeester van de gemeente Oudergem. Hij had er in 1843 het kasteeldomein Sainte-Anne aangekocht, dat zich uitstrekte van de Oude Molenstraat tot aan de vroegere Schapenputstraet. Hij bleef burgemeester tot in 1873, jaar waarin zijn wankele gezondheid hem tot aftreden deed besluiten. Hij werd opgevolgd door zijn neef François de Waha. Hij werd blind maar, ondanks zijn gezondheidsproblemen, bereikte hij toch een hoge leeftijd: hij stierf op zijn 90e verjaardag.

## Bedrijfsleven
Henri de Brouckère was van huis uit welstellend en investeerde in de opkomende industrie. Hij werd ook aangezocht als bestuurder in vennootschappen, omwille van zijn gezag in de politieke cenakels. Zo was hij, alleen al voor de periode 1835-1858 betrokken bij het bestuur van onder meer de volgende vennootschappen:
- commissaris van de Banque Foncière (1835);
- beheerder van de Société de Verreries de Charleroi (1836);
- beheerder van de Chemins de fer de Sambre et Meuse (1836);
- beheerder Charbonnages de Péronnes (1837);
- beheerder Charbonnages Grand et Petit Tas réunis (1838);
- beheerder Charbonnages du Bois Hamandes (1838);
- beheerder Gemeentekrediet (1860);
- beheerder Compagnie Immobilière Belge (1860);
- beheerder Chemin de fer Anvers-Tournai (1865);
- beheerder Nationale Belge des Assurances (1858);
- beheerder Usines Vandenbranden;
- commissaris Meline, Cans & Cie (drukkerij) (1856);
- commissaris Brasseries Belges (1858);
- beheerder Association pour la recherche du sel dans la province du Luxembourg.

Ook zijn broer Charles zetelde in het bestuur van talrijke vennootschappen, maar niet in dezelfde als Henri.

## Eretekens
- België: Minister van Staat

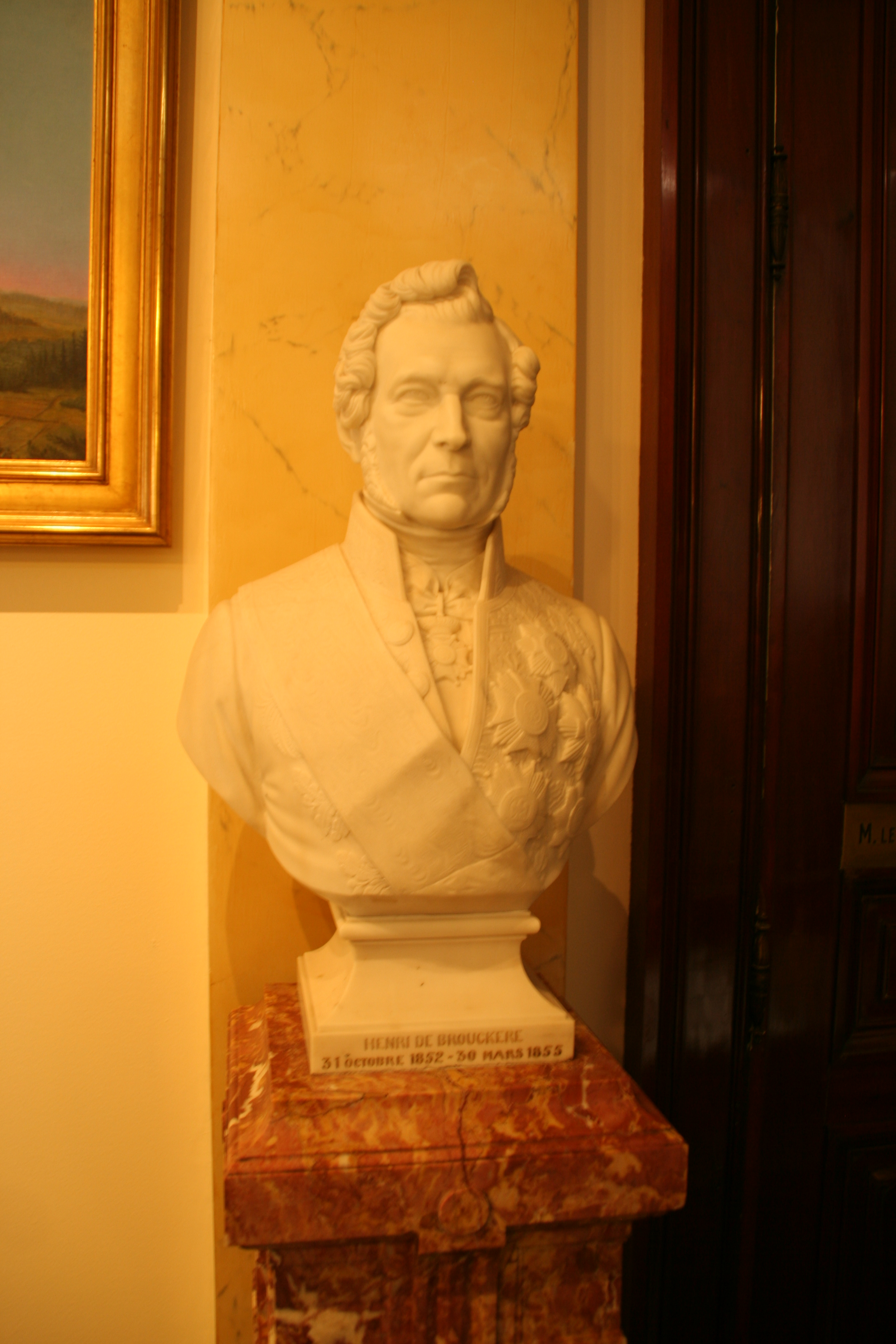
Buste in het Paleis der Natie

- België: Grootlint in de Leopoldsorde
- Nederland: Commandeur Orde van de Nederlandse Leeuw
- Italië:Grootkruis Orde van Sint-Mauritius en Sint-Lazarus
- Vaticaanstad:Orde van Sint-Gregorius de Grote
- Frankrijk:Orde van Sint-Michiel
- Duitsland:Orde van de Rode Adelaar
- Frankrijk:Legioen van Eer
- Spanje:Orde van Sint-Januarius
- Frankrijk:Orde van de Heilige Lodewijk
- Oostenrijk:Leopoldsorde van Oostenrijk,
- Vaticaanstad: Orde van Christus (Heilige Stoel)
- Spanje: Orde van Karel III

In Oudergem werd de Henri de Brouckèrelaan naar hem vernoemd.